# Silene coronaria
Silene coronaria (зірки оксамитні як Lychnis coronaria, коронарія шкіряста як Coronaria coriacea) — вид рослин родини гвоздикових (Caryophyllaceae); зростає у Євразії від Італії до північного Пакистану. Етимологія: лат. coronaria — «вінкова», така що уживалась для вінків.

## Опис
Багаторічна рослина 30–50 см заввишки. Рослина з густим біло-повстяним опушенням. Стебла прості, вгорі розгалужуються. Листки оберненояйцевидні або ланцетні. Квітки поодинокі, на довгих ніжках. Чашечки трубчасто-дзвонові, шкірясті, 15–17 мм завдовжки. Пелюстки червоні, цільні. Коробочки довгасті, майже сидячі. Насіння сірувато-буре, ниркоподібно-округле, 1–1.5 мм. 2n = 24.

## Поширення
Поширений у Євразії від Італії до північного Пакистану; натуралізований у США й південній Канаді; широко культивується.
В Україні вид зростає в лісах, серед чагарників — у Криму; культивують і дичавіє (Карпати, зх. Лісостеп).